# عبد الحميد جول
عبد الحميد جول (بالتركية: Abdülhamit Gül)‏ (مواليد 12 مارس 1977) سياسي تركي، يشغل منصب السكرتير العام لحزب العدالة والتنمية؛ شغل منصب وزير العدل في 19 يوليو 2017 في حكومة رئيس الوزراء بن علي يلدرم، واحتفظ بالمنصب في حكومة الرئيس رجب طيب أردوجان.
فرضت الولايات المتحدة عقوبات مالية على عبد الحميد غول ووزير الداخلية سليمان سويلو في أغسطس 2018 على وقع رفض تركيا الإفراج عن قس أمريكي يحاكم في قضايا تجسس وإرهاب. وعلق جول على العقوبات بأنه لا يملك أملاكًا أو أموالًا في الولايات المتحدة أو خارج تركيا عمومًا.

## تعريب
1. ↑  عبد الحميد غول، عبد الحميد گول
2. ↑  رجب طيب أردوغان، رجب طيب أردوگان

## استشهادات
1. ↑  "تعرف على وزير العدل التركي الجديد "عبد الحميد غُل"". تركيا بوست. 20 يوليو 2017. مؤرشف من الأصل في 2019-06-02. اطلع عليه بتاريخ 2018-08-02.
2. ↑  "وزير العدل التركي: لا أملك قرشًا واحدًا في الولايات المتحدة- (تغريدة)". القدس العربي. 2 أغسطس 2018. مؤرشف من الأصل في 2018-08-03. اطلع عليه بتاريخ 2018-08-02.
3. ↑  "وزير العدل التركي بعد عقوبات واشنطن ضده: لا أمتلك أموالا بالخارج". مصراوي. 2 أغسطس 2018. مؤرشف من الأصل في 2018-08-24. اطلع عليه بتاريخ 2018-08-02.